# Nimelette
Nimelette est un double hameau (Haute-Nimelette et Basse-Nimelette) de la ville belge de Chimay située en Région wallonne dans la province de Hainaut. Il fait partie de la section de Rièzes et se trouve au bord de l’Eau Noire, un affluent du Viroin, près de la frontière française.
Comme dans d’autres villages de la région, des forges (déjà signalées en 1606) ont longtemps donné vie au hameau de Nimelette. Elles ont disparu au cours du XIXe siècle.